# Estany de la Bova
L'Estany de la Bova est un lac d'Andorre situé dans la paroisse d'Escaldes-Engordany à une altitude de 2 411 m.

## Toponymie
- Estany est un terme omniprésent dans la toponymie andorrane, désignant en catalan un « étang »[1]. Estany dérive du latin stagnum signifiant « étendue d'eau »[2].
- Bova désigne une famille de plantes aquatiques et est constitutif d'autres toponymes andorrans tels que le Canal de la Bova (Escaldes-Engordany)[3].

## Géographie

### Topographie et géologie
Le lac se situe dans la vallée du Madriu-Perafita-Claror, classée au patrimoine mondial, au sud de la principauté d'Andorre. L'estany de la Bova est un lac de montagne, niché à 2 411 m d'altitude,. La frontière espagnole se trouve à 1 km à l'est, marquée par le port de Vallcivera (2 517 m).
Comme l'ensemble de la principauté d'Andorre, le lac se trouve sur la chaîne axiale primaire des Pyrénées. Le socle rocheux y est formé de granite, comme dans tout le Sud-Est de l'Andorre, en raison de la présence du batholite granitique de Mont-Louis-Andorre s'étendant jusqu'en Espagne et couvrant une surface de 600 km2.

### Hydrographie
La superficie du lac est de 2,5 ha. Ses eaux alimentant le riu Madriu, le lac fait partie du bassin hydrographique de la Valira d'Orient.
| \| Estany de la Bova \|                                                   |            |
| L'estany de la Bova sur la carte des bassins hydrographiques de l'Andorre | Riu Madriu |
| Estany de la Bova                                                         |            |

## Randonnée
Le refuge de l'Illa est situé à environ 500 m au nord. Le lac est sur le trajet du GRP, du GR 11 espagnol et du GR 7.

## Galerie

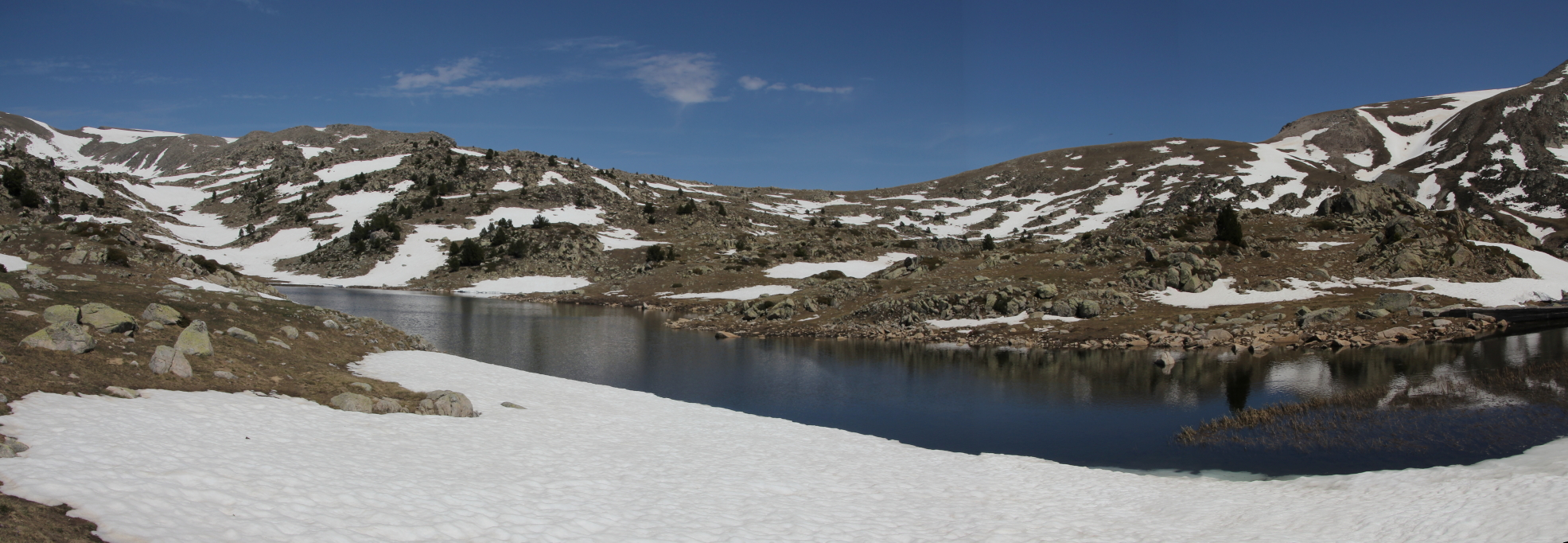
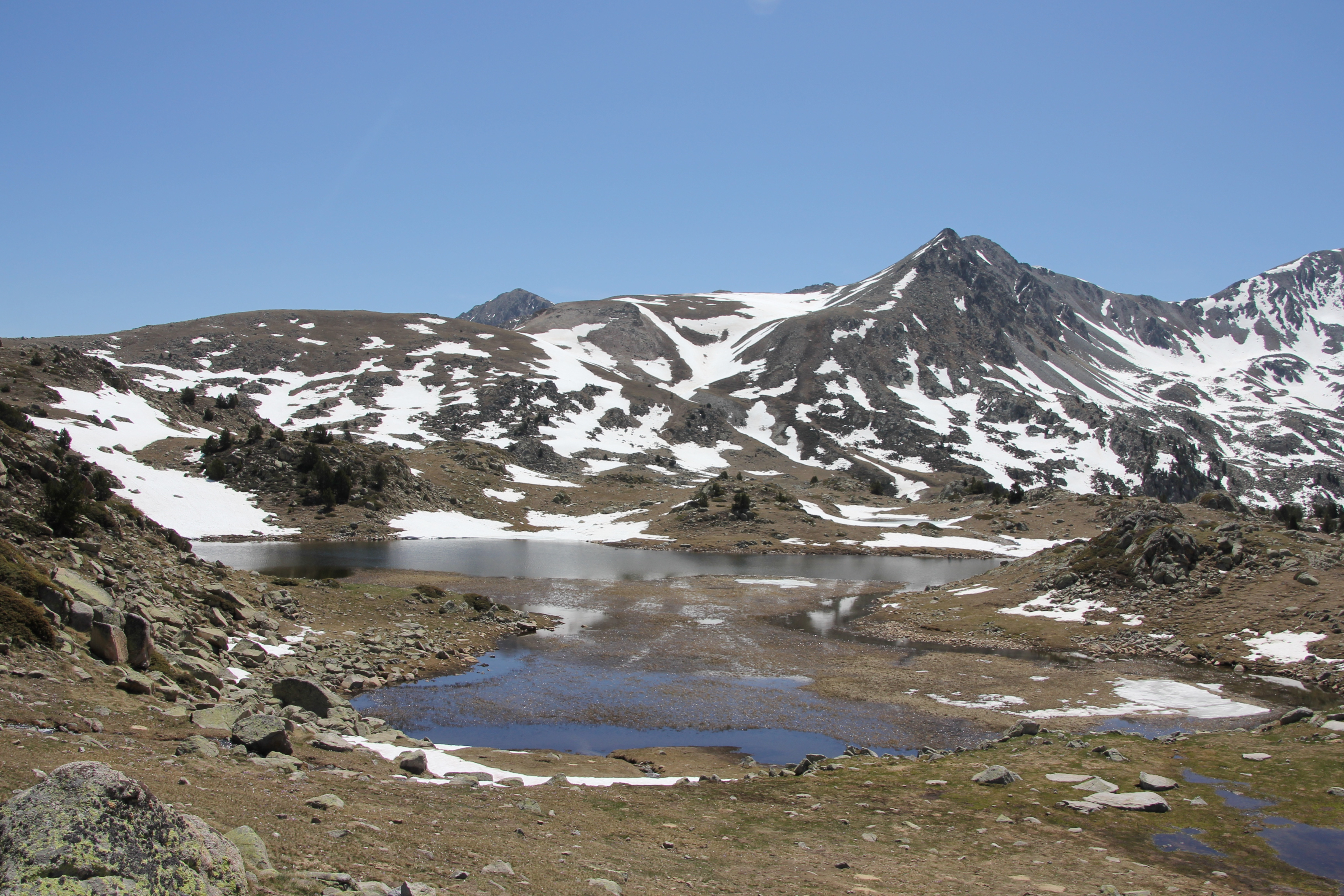
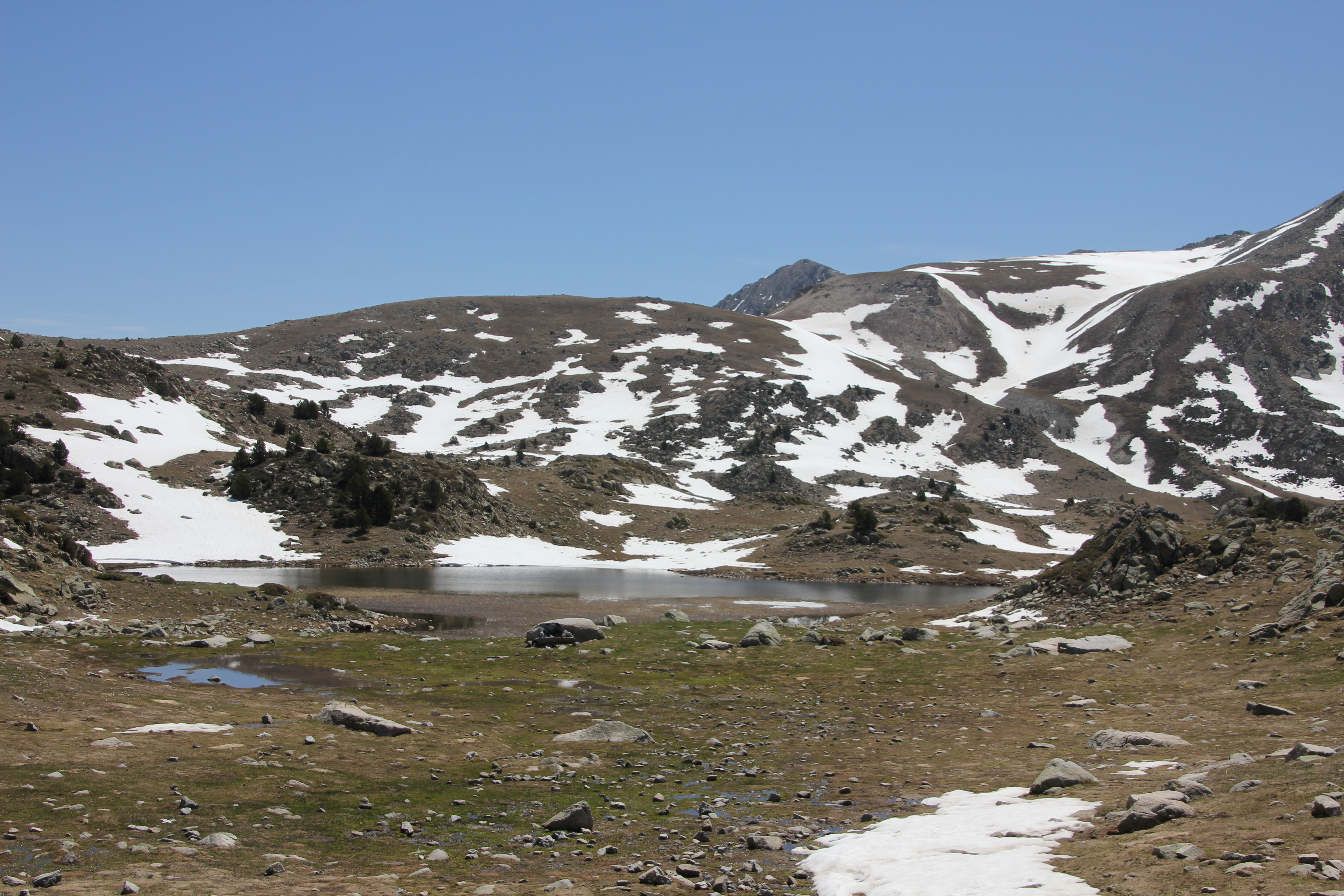